# Episodi di Dixon of Dock Green (seconda stagione)
La seconda stagione della serie televisiva Dixon of Dock Green è andata in onda nel Regno Unito dal 9 giugno 1956 al 1º settembre 1956 su BBC One.
| nº | Titolo originale           | Prima TV UK       |
| -- | -------------------------- | ----------------- |
| 1  | Ladies of the Manor        | 9 giugno 1956     |
| 2  | The Hero                   | 16 giugno 1956    |
| 3  | Didey's Dollar             | 23 giugno 1956    |
| 4  | The Little Gold Mine       | 30 giugno 1956    |
| 5  | Eleven Plus                | 7 luglio 1956     |
| 6  | The Gentle Scratcher       | 14 luglio 1956    |
| 7  | Andy Steps Up              | 21 luglio 1956    |
| 8  | On Mother Kelly's Doorstep | 28 luglio 1956    |
| 9  | Postman's Knock            | 4 agosto 1956     |
| 10 | The Rotten Apple           | 11 agosto 1956    |
| 11 | The Roaring Boy            | 18 agosto 1956    |
| 12 | Pound of Flesh             | 25 agosto 1956    |
| 13 | Father in Law              | 1º settembre 1956 |

## Ladies of the Manor
- Prima televisiva: 9 giugno 1956

### Trama
- Interpreti: Harry Brunning (padre di Tich Dutton), Peter Byrne (agente Andy Crawford), Peggy Ann Clifford (Mrs. Dutton), Sean Connery (Joe Brasted), John Falconer (Bob), Jeanette Hutchinson (Mary Dixon), Charles Lamb (Bill Spain), Moira Mannion (sergente Grace Millard), Lynette Mills (Lucy Spain), Blanche Moore (cameriera), Joan Newell (Ethel Spain), Arthur Rigby (sergente Flint), Jack Warner (agente George Dixon), Neil Wilson (agente Tubb Barrell), George Woodbridge (Jack Brasted)

## The Hero
- Prima televisiva: 16 giugno 1956

### Trama
- Interpreti: Peter Byrne (agente Andy Crawford), Ronald Clarke (Whitey), Shirley Cooklin (Brenda), Frank Hawkins (Brenda), Anthea Holloway (Mrs. Bailey), Hazel Hughes (Mrs. Masters), Jeanette Hutchinson (Mary Dixon), Weyman Mackay (Jamey), Moira Mannion (sergente Grace Millard), Tony Marriott (Tommy), Brian Peck (Danny Masters), Arthur Rigby (sergente Flint), Anthony Sagar (detective Sgt. Brownrigg), Jack Warner (agente George Dixon), Rita Webb (Mrs. Cartwright), Neil Wilson (agente Tubb Barrell)

## Didey's Dollar
- Prima televisiva: 23 giugno 1956

### Trama
- Interpreti: Ballard Berkeley (Mac), Peter Byrne (agente Andy Crawford), Jeanette Hutchinson (Mary Dixon), Moira Mannion (sergente Grace Millard), Dawn Mendham (Maureen O'Hara), Barbara Mullen (Didey O'Hara), Arthur Rigby (sergente Flint), Nickola Sterne (Mrs. Evans), Jack Warner (agente George Dixon), Neil Wilson (agente Tubb Barrell)

## The Little Gold Mine
- Prima televisiva: 30 giugno 1956

### Trama
- Interpreti: Peter Byrne (agente Andy Crawford), John Hall (Roley), Philip Holles (Magistrate), Jeanette Hutchinson (Mary Dixon), Olga Lindo (Vicky Beaumont), Daphne Maddox (Mrs. Johns), Moira Mannion (sergente Grace Millard), Arthur Rigby (sergente Flint), Geoffrey Tyrrell (John Beaumont), Jack Warner (agente George Dixon), Neil Wilson (agente Tubb Barrell)

## Eleven Plus
- Prima televisiva: 7 luglio 1956

### Trama
- Interpreti: Michael Anderson (Mick Joules), Peter Byrne (agente Andy Crawford), Eric Dodson (Mr. Blake), Hilda Fenemore (Mrs. Joules), Jeanette Hutchinson (Mary Dixon), Duncan Lewis (Mr. Muir), Pauline Loring (Mrs. Blake), Moira Mannion (sergente Grace Millard), Arthur Rigby (sergente Flint), Vivienne Ross (Janie Muir), Michael Ward (Mr. Willett), Jack Warner (agente George Dixon), Neil Wilson (agente Tubb Barrell), Betty Woolfe (Mrs. Muir)

## The Gentle Scratcher
- Prima televisiva: 14 luglio 1956

### Trama
- Interpreti: Peter Byrne (agente Andy Crawford), Barbara Everest (Olive Fable), Jeanette Hutchinson (Mary Dixon), John Kidd (Mr. Burns), Moira Mannion (sergente Grace Millard), Lane Meddick (Joe), Violet Parry (Mrs. Dunn), Lloyd Pearson (Fred Fable), Arthur Rigby (sergente Flint), Anthony Sagar (detective Sgt. Brownrigg), Keith W. Smith (Steve), Jack Warner (agente George Dixon), Neil Wilson (agente Tubb Barrell)

## Andy Steps Up
- Prima televisiva: 21 luglio 1956

### Trama
- Interpreti: Hilda Barry (Mrs. Jones), Madge Brindley (Ethel), Peter Byrne (detective Con. Andy Crawford), Robert Cawdron (detective Insp. Cherry), John Hall (Roley), Jeanette Hutchinson (Mary Dixon), Moira Mannion (sergente Grace Millard), Arthur Rigby (sergente Flint), Anthony Sagar (detective Sgt. Brownrigg), Ivor Salter (Williams), Harold Scott (Duffy Clayton), Jack Warner (agente George Dixon), Neil Wilson (agente Tubb Barrell)

## On Mother Kelly's Doorstep
- Prima televisiva: 28 luglio 1956

### Trama
- Interpreti: Michael Brennan (Jack Kelly), Peter Byrne (detective Con. Andy Crawford), Diana Hope (Mrs. Ames), Jeanette Hutchinson (Mary Dixon), Moira Mannion (sergente Grace Millard), Lana Morris (Elsie Kelly), Arthur Rigby (sergente Flint), Freddie Vale (Yates), Jack Warner (agente George Dixon), Neil Wilson (agente Tubb Barrell), Joan Young (Nan Kelly)

## Postman's Knock
- Prima televisiva: 4 agosto 1956

### Trama
- Interpreti: Peter Byrne (detective Con. Andy Crawford), John Dearth (Bernard Waley), Jeanette Hutchinson (Mary Dixon), Moira Mannion (sergente Grace Millard), Joan Peart (Cora Waley), Arthur Rigby (sergente Flint), Jack Warner (agente George Dixon), Neil Wilson (agente Tubb Barrell)

## The Rotten Apple
- Prima televisiva: 11 agosto 1956

### Trama
- Interpreti: Stanley Beard (detective Insp. Cherry), A.J. Brown (Alderman Mayhew), Peter Byrne (detective Con. Andy Crawford), Paul Eddington (agente Tom Carr), Christopher Hodge (Mr. Collings), Jeanette Hutchinson (Mary Dixon), Geoffrey King (The Captain), Moira Mannion (sergente Grace Millard), Arthur Rigby (sergente Flint), Harry Ross (Maurie Weitzman), Jack Warner (agente George Dixon), Neil Wilson (agente Tubb Barrell), Geoffrey Wincott (Alderman Mayhew)

## The Roaring Boy
- Prima televisiva: 18 agosto 1956

### Trama
- Interpreti: Peter Byrne (detective Con. Andy Crawford), Kenneth Cope (Doug Beale), Phoebe Hodgson (Mrs. Elmes), Jeanette Hutchinson (Mary Dixon), Ray Jackson, Moira Mannion (sergente Grace Millard), Arthur Rigby (sergente Flint), Jack Warner (agente George Dixon), Jennifer Wilson (Diana Johnson), Neil Wilson (agente 'Tubb' Barrell)

## Pound of Flesh
- Prima televisiva: 25 agosto 1956

### Trama
- Interpreti: Peter Byrne (detective Con. Andy Crawford), Dorothy Casey (Mrs. White), Jefferson Clifford (Billy the Tramp), Robin Ford (Jim Prescott), Dorothy Gordon (Kay Evans), Keith Grieve (Alf Evans), Rose Howlett (Mrs. Clinton), Jeanette Hutchinson (Mary Dixon), Moira Mannion (sergente Grace Millard), Arthur Rigby (sergente Flint), Jack Warner (agente George Dixon), Leonard Williams (George Blake), Neil Wilson (agente Tubb Barrell)

## Father in Law
- Prima televisiva: 1º settembre 1956

### Trama
- Interpreti: Jack Warner (P.C. George Dixon), Peter Byrne (detective Con. Andy Crawford), Arthur Rigby (sergente Flint), Neil Wilson (agente 'Tubb' Barrell), Jeanette Hutchinson (Mary Crawford), Moira Mannion (sergente Grace Millard), Margaret Allworthy (Peggy), Valerie Gaunt (Pam), Jean Trend (Kathleen), Jefferson Clifford (Billy the Tramp), Diana Beaumont (Muriel), James Ottaway (Frank Meek)